# Kóma (üstökös)

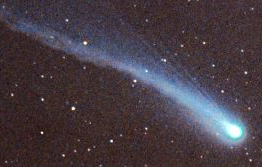
Az Ikeya-Zhang üstökös fényes kómája és a csóva (2002 március)

A kóma a csillagászatban az üstökösök magja körül keletkező ködszerű gázfelhő. Neve a „haj” szó latin megfelelőjéből származik. Akkor keletkezik, amikor az üstökös a pályáján haladva közel kerül a Naphoz. Ekkor a mag felmelegszik és bizonyos részei elpárolognak. A napból kiáramló, elektromosan töltött részecskék hatására a gázok kiszakadhatnak a kómából, így kialakul a csóva.
A Stardust egy NASA küldetés volt, melynek egyik fő célja mintát venni a Wild 2 üstökös kómájából.